# Lamented Souls
Lamented Souls est un groupe de doom metal norvégien. Ce groupe est surtout connu pour avoir, au sein de sa formation, des membres provenant de groupes de renommée internationale, comme Apollyon ou ICS Vortex.

## Biographie
Le groupe est formé en 1991 à Oslo, en Norvège, à l'initiative des deux guitaristes Olav Knutsen et Petor Holm. Environ un an plus tard, ils sont rejoints par Ole Jørgen Moe, connu pour ses performances dans des groupes comme Aura Noir, Dodheimsgard, Immortal et Gorgoroth. À partir de ce moment, ils forment un trio. Ils jouent avec de différents batteurs, mais le choix est tombé sur Vortex. Un an après, Lamented Souls enregistre sa première démo intitulée Soulstorm, publié en 1992. Avant la sortie de la prochaine démo, le groupe change - Petor Holm quitte le groupe et est remplacé par Ole. La seconde démo, Demo '95, est publié en 1995. En 1996, ils sont rejoints par le batteur Einar Sjursø qui succède Ole Jørgen Moe.
En avril 2003, le groupe participe au Elm Street à Oslo. Après plusieurs reports de date, le premier album de Lamented Souls, intitulé The Origins of Misery est publié au début de 2004 au label Duplicate Records.
Au début de septembre 2009, le chanteur et guitariste Simen « Vortex » Hestnæs se sépare de Dimmu Borgir, et décide de reformer Lamented Souls. Le groupe, qui comprend à cette période OJ « Apollyon » Moe, Olav Knutsen et Einar Sjursø, annonce sa participation au festival Metal Merchants à Oslo en fin janvier 2010. Le groupe travaille en parallèle à une suite de l'album The Origins of Misery et recherche activement un label. En septembre 2010, le groupe continue à travailler sur de nouvelles chansons.

## Membres

### Derniers membres
- Simen Hestnæs (ICS Vortex) - batterie (1991–1993), basse (1993–1996), chant, guitare (1994–2010)
- Ole Jørgen Moe (Apollyon ; OJ Noir) - guitare (1991-2010), chant (1991-1993), batterie, chœurs (1993-1996)
- Olav Knutsen (Bestial Tormentor) - guitare (1991-1995), basse (1995–2010)
- Einar Sjursø (Necrodevil) - batterie (1997–2010)

### Anciens membres
- Petor Holm - basse (1991-1993)
- Fredrik Ferden - guitare (1992)

## Discographie
- 1993 : Soulstorm (démo)
- 1995 : Demo (démo)
- 2003 : Essence of Wounds (7")
- 2004 : The Origins of Misery